# 平山トンネル
平山トンネル（ひらやまトンネル）は、岐阜県郡上市の東海北陸自動車道にある道路トンネル。ぎふ大和IC - 白鳥IC間に位置する。

## 概要
1997年（平成9年）11月10日に郡上八幡IC - （ぎふ大和IC） - 白鳥IC間が開通し、同時に供用を開始した。
開通当時は現在の下り線トンネルを利用した対面通行（暫定2車線）で供用されていたが、2004年に発生した後述の正面衝突による7人死亡事故を受けて日本道路公団岐阜工事事務所は同年11月19日に地元自治体との協議会で「翌2005年（平成17年）3月にも本トンネルの4車線化工事に着手する」と表明し、2005年3月には本トンネルを含む延長1,549 mの4車線化工事を発注した。
公団は2005年7月14日に本トンネルを含むぎふ大和IC - 白鳥IC間の4車線化工事（総事業費：約134億円）を着工し、2008年（平成20年）10月16日13時から本トンネルを含むぎふ大和IC - 白鳥IC間の4車線化2期線（上り線・全長4.9 km）を1車線で供用開始した。これにより、上下線が分離されたことで対面通行は解消された。その後は上下の摺り付け部工事などを行い、2009年（平成21年）2月20日に上下4車線（片側2車線）で供用開始された。

## トンネル長
- 上り線（一宮JCT・郡上八幡IC方面） 1,395.9 m - 2009年に完成[1]。従来のトンネル（現在の下り線）から30 m東側に並行する形で掘られ[9]、2005年10月に工事を開始し[6]、約1年3か月後の2007年1月に貫通した[10]。
- 下り線（飛騨清見IC・小矢部砺波JCT方面） 1,413 m - 1997年に完成[1]。

## 平山トンネル正面衝突事故
2004年（平成16年）7月27日7時25分ごろ、当時対面通行だったトンネルの北側出入口付近で、北進中（下り車線走行中）のトラックが対向車線へはみ出し、南進中（上り車線走行中）の乗用車と正面衝突する交通事故が発生した。双方の車は炎上し、双方の乗員7人（トラックの乗員2人＋乗用車に乗っていた同県大野郡白川村在住の一家5人）全員が死亡する大惨事となった。
事故原因はトラックの右前輪タイヤが走行中に破裂（バースト）したことだが、トラックは最大積載量3トン（t）に対し1.5倍となる約4.5 tの積み荷（鉄パイプなど）を積んだ過積載状態で運行していた。そのため、岐阜県警察は「トラックは日常的に過積載状態で運転しており、空気圧の定期点検もしていなかったことで『スタンディングウェーブ現象』を引き起こし、事故につながった」と推測し、同年10月28日には岐阜県警交通指導課・高速隊が業務上過失致死・道路交通法違反（過積載容認など）の容疑でトラックを所有・運行させた建設資材リース会社（愛知県海部郡七宝町（現あま市））を書類送検した。その後、岐阜区検察庁は道交法違反容疑のうち「過積載容認」に関しては「社長らはトラックの過積載を認識していなかった」として立件を見送ったが、残る「安全運転管理者選任義務違反」の罪などで、リース会社2社と、両社を経営していた社長を、岐阜簡易裁判所に略式起訴し、岐阜簡裁は2006年（平成18年）1月10日までに被告人（会社2社・社長）に対し、罰金計20万円の略式命令を出した。
事故を起こしたトラックは三菱ふそうトラック・バス製造の「キャンター」だったが、三菱自動車工業・三菱ふそうによるリコール隠し問題におけるリコール対象車種ではなかった。
トンネル近くの陸橋には過積載禁止を掲げた垂れ幕が設置されている。
なお事故で死亡した一家の主婦（乗用車に乗っていた）は事故から2年前となる2002年（平成14年）に地元の新聞から取材を受け、自身が長女（同じくこの事故で死亡）を出産した時の苦労を振り返り「あの時に東海北陸道があれば、病院は近くて道も安心で焦らずに済んだ」とコメントしており、東海北陸道の全線開通を心待ちにしていた。そのため、全線開通が叶わぬまま死亡してしまったという。（東海北陸道の全線開通は2008年）

## 位置情報
- 北緯35度48分40.2秒 東経136度53分15.1秒 / 北緯35.811167度 東経136.887528度
- 平山トンネル - 地理院地図
- 岐阜県郡上市大和町名皿部 - 大和町落部 - Google マップ

## 隣
E41 東海北陸自動車道
(9)ぎふ大和IC/PA - 平山トンネル - (10)白鳥IC